# 茹克维耶勒
茹克维耶勒（法語：Jouqueviel，法語發音：[ʒukvjɛl]）是法国奧克西塔尼大區塔恩省的一个市镇，属于阿尔比区。

## 地理
茹克维耶勒（44°11'6"N, 2°8'17"E）面积12.15 平方千米，位于法国奧克西塔尼大區塔恩省，该省份为法国南部内陆省份，北起顺时针与阿韦龙省、埃罗省、奥德省、上加龙省和塔恩-加龙省接壤。
与茹克维耶勒接壤的市镇（或旧市镇、城区）包括：博尔和巴尔、莱斯屈尔雅乌勒、拉萨尔沃塔-佩拉莱斯、米朗多勒-布尔纽纳克、蒙蒂拉。

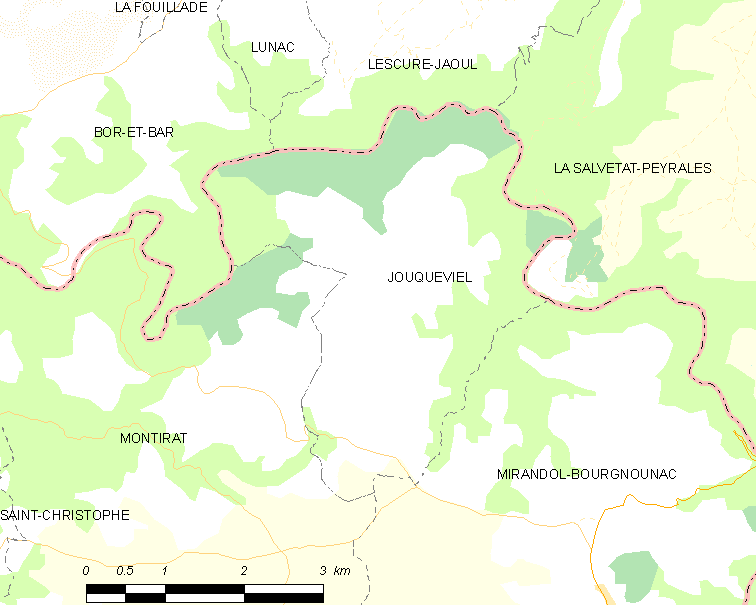
茹克维耶勒的OSM定位图

茹克维耶勒的时区为UTC+01:00、UTC+02:00（夏令时）。

## 行政
茹克维耶勒的邮政编码为81190，INSEE市镇编码为81110。

## 政治
茹克维耶勒所属的省级选区为卡尔莫第一县。

## 人口

1962-2008年间茹克维耶勒人口变化图示

茹克维耶勒于2022年1月1日时的人口数量为100人。